# 650

## Родени
- Константин IV Погонат, византийски император